# Argostemma muscicola
Argostemma muscicola är en måreväxtart som beskrevs av Henry Nicholas Ridley. Argostemma muscicola ingår i släktet Argostemma och familjen måreväxter. Inga underarter finns listade i Catalogue of Life.